# Alex Morgan
Alexandra Morgan Carrasco (nacida Alexandra Patricia Morgan; Diamond Bar, California, 2 de julio de 1989), más conocida como Alex Morgan, es una exfutbolista y escritora estadounidense. Jugaba como Mediapunta y su último equipo fue el San Diego Wave de la National Women's Soccer League, y en la selección de Estados Unidos. Desde 2019, co-capitaneo el equipo nacional con Carli Lloyd y Megan Rapinoe.
Poco después de graduarse temprano de la Universidad de California, Berkeley, donde jugó para los California Golden Bears, Morgan fue reclutada número uno en general en el draft de la Women's Professional Soccer de 2011 por Western New York Flash. Allí, hizo su debut profesional y ayudó al equipo a ganar el campeonato de la liga. Morgan, que tenía 22 años en ese momento, era la jugadora más joven de la selección nacional en la Copa Mundial Femenina de Fútbol de 2011, donde el equipo fue subcampeón. En los Juegos Olímpicos de Londres 2012, marcó el gol ganador del partido en el minuto 123 de la semifinal contra Canadá. Terminó el 2012 con 28 goles y 21 asistencias, uniéndose a Mia Hamm como la única mujer estadounidense que marcó 20 goles y acumuló 20 asistencias en el mismo año calendario y la convirtió en la sexta y más joven jugadora estadounidense en marcar 20 goles en una sola temporada. Posteriormente, fue nombrada Futbolista Femenina del año y fue finalista de la Jugadora Mundial de FIFA. Morgan también ayudó a Estados Unidos a ganar sus títulos en las Copas Mundiales Femeninas de la FIFA 2015 y 2019, donde fue incluida en el Once Ideal en ambos torneos, mientras que ganó la Bota de Plata en 2019.
En 2013, la temporada inaugural de la National Women's Soccer League (NWSL), Morgan se unió al Portland Thorns Football Club y ayudó al equipo a ganar el título de ese año. Morgan jugó para Portland Thorns hasta el 2015 inclusive, después de lo cual se unió al equipo debutante en la NWSL Orlando Pride. En 2017, Morgan fue cedida al equipo francés Lyon, donde ganó el triplete europeo continental, que incluía la Liga de Campeones Femenina de la UEFA.
Fuera del campo, Morgan se unió a Simon & Schuster para escribir una serie de libros juveniles sobre cuatro jugadores de fútbol: The Kicks. El primer libro de la serie, Saving the Team, debutó en el 7.° lugar en la lista de Best Seller del New York Times en mayo de 2013. Además, una película protagonizada por Morgan en su debut como actriz, Alex & Me, se estrenó en junio de 2018, donde se interpreta a sí misma.
En 2015, Morgan fue nombrada por la revista Time como la jugadora de fútbol estadounidense mejor pagada, en gran parte debido a sus numerosos acuerdos de patrocinio. Ese mismo año, junto con Christine Sinclair de Canadá y Steph Catley de Australia, se convirtieron en las primeras jugadoras de fútbol femenino en aparecer en la portada de los videojuegos de la FIFA. Apareció junto a Lionel Messi en las portadas de FIFA 16 vendidas en los Estados Unidos.

## Biografía
Hija de Pamela y Michael Morgan en San Dimas, California, Morgan fue criada con sus dos hermanas mayores, Jeni y Jeri, en el suburbio cercano de Diamond Bar, ubicado aproximadamente a 30 millas al este de Los Ángeles. Ella era una atleta multideportiva que creció y comenzó a jugar fútbol a una edad temprana con AYSO, y su padre fue uno de sus primeros entrenadores. Sin embargo, ella no comenzó a jugar fútbol de clubes hasta los 14 años cuando se unió a Cypress Elite. Con el equipo del club, ganó el Campeonato sub-16 de la Coast Soccer League (CSL) y quedó en tercer lugar en el nivel sub-19.
Morgan asistió a Diamond Bar High School, donde fue elegida por tres veces en todas las ligas y fue nombrada All-American por la National Soccer Coaches Association of America (NSCAA). En la escuela, era conocida por su velocidad y habilidad para correr. Morgan también jugó para los equipos regionales y estatales del Programa de Desarrollo Olímpico (ODP). Más tarde acreditó el programa como una parte integral de su desarrollo como jugador de fútbol: "Programas como ODP me ayudaron especialmente porque llegué tarde a la escena del club y era importante para mí jugar tanto como posible, jugar con los mejores jugadores y aprender de los mejores entrenadores. Eso, para mí, fue crucial para mi desarrollo".
A los 17 años, Morgan fue llamada a la Selección femenina de fútbol sub-20 de los Estados Unidos. Mientras jugaba en un Partido amistoso contra el equipo nacional juvenil masculino, sufrió una lesión en el ligamento cruzado anterior (LCA) y no volvió a jugar para el equipo hasta abril de 2008.

### California Golden Bears (2007–2010)
Morgan asistió a la Universidad de California en Berkeley, donde jugó para los California Golden Bears de California de 2007 a 2010. Lideró a los Cal Bears en anotaciones durante su primera temporada con el equipo. Durante un partido contra Stanford Cardinal en la segunda ronda del Campeonato nacional de fútbol femenino de la División I de la NCAA 2007, Morgan anotó un empate con menos de dos minutos restantes en el tiempo reglamentario, lo que resultó en un empate 1–1. El equipo finalmente fue derrotado durante los Tiros Penales. A pesar de las continuas ausencias debido a los compromisos del equipo nacional de Estados Unidos. A lo largo de su carrera universitaria, Morgan lideró a Cal en anotaciones y ayudó al equipo a alcanzar el Torneo NCAA cuatro años seguidos, avanzando a la segunda ronda dos veces.
Después de ser nombrada candidata para el Hermann Trophy durante su tercer año, Morgan se convirtió en el Primer Oso de Oro en ser uno de los tres primeros finalistas para el premio. Fue una de las cuatro finalistas del Premio Honda Sports, otorgado al mejor candidato general en cada deporte.
Morgan terminó su carrera universitaria en el tercer lugar de todos los tiempos en goles marcados (45) y puntos (106) para Cal. Se graduó de Berkeley un semestre antes, con un título en Economía Política.

## Trayectoria
Morgan nació en Diamond Bar, California, Estados Unidos. Es hija de Pamela S. Jeske y Michael T. Morgan. Si bien comenzó su carrera como deportista a temprana edad, no comenzó a jugar fútbol hasta los 14 años, varios años más tarde que la mayoría de los jugadores de élite.
Como estudiante de primer año en la Universidad de California, fue la máxima anotadora de los California Golden Bears, con 8 goles en 2007. Su último gol de su primera temporada fue en contra de Stanford en la segunda ronda del torneo de la NCAA 2007, empatando el juego a 1-1 con menos de dos minutos por jugarse en el tiempo reglamentario y forzar el partido a tiempo extra y luego a penales. Sin embargo, prevaleció Stanford, y pasó a la tercera ronda del torneo.
Siguió al frente de los Osos de Oro en la puntuación durante su segunda temporada con nueve goles en 2008, a pesar de estar fuera por parte de la temporada debido a los compromisos de la selección nacional. Su equipo, California Golden Bears, se retiró de la primera ronda del torneo de la NCAA 2008 mientras que Morgan estaba jugando en 2008 la Copa Mundial Femenina Sub-20 realizada en Chile.
Anotó catorce goles y ocho asistencias durante el año 2009 esa temporada con los Golden Bears. Es la tercera en marcar más goles en la historia de los California Golden Bears, con 45 goles. Se graduó en Economía Política en la Universidad de California en Berkeley un semestre antes.

### Western New York Flash, 2011

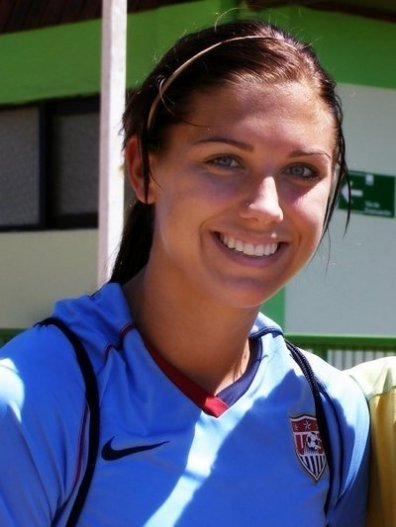
Morgan en 2011.

El 14 de enero de 2011, Morgan fue la primera elección general en el WPS Draft 2011 del Western New York Flash. Fue la primera jugadora de Cal en ser reclutada en la primera ronda de Women's Professional Soccer (WPS). Morgan anotó su primer gol para el Flash durante el primer partido en casa del equipo: una victoria por 3-0 sobre el Atlanta Beat el 1 de mayo de 2011. Durante la temporada 2011, jugó en 14 partidos y marcó cuatro goles. El club ganó el título de la temporada regular y el título del Campeonato WPS el mismo año.

### Seattle Sounders Women, 2012
Después de que la WPS suspendiera sus operaciones a principios de 2012, debido a dificultades legales y financieras, Morgan se unió a sus compañeras de selección nacional Hope Solo, Sydney Leroux, Megan Rapinoe y Stephanie Cox en el conjunto de las Seattle Sounders Women para la temporada 2012. Tras firmar contrato, afirmó Morgan, "estoy muy contenta de jugar en una ciudad que es apasionada del fútbol. Los Sounders han sido uno, si no el mejor, club aficionado de la MLS. Sólo puedo imaginar cómo los fans de Seattle respondería a tener un equipo completo de mujeres profesionales en el futuro".
Debido a sus compromisos del equipo nacional y la preparación para los Juegos Olímpicos de Londres 2012, Morgan hizo tres apariciones de temporada regular para el club. Anotó dos goles y sirvió dos ayudar en sus 253 minutos sobre el terreno de juego. Con la presencia de los compañeros de equipo nacional 'en el equipo, a los Sounders vendió nueve de los diez partidos como local en el 4500 la capacidad Starfire Stadium. El promedio de asistencia durante la temporada de 2012 para las Sounders Womens era cuatro veces mayor que el próximo equipo más cercano.

### Portland Thorns FC, 2013-2015
El 11 de enero de 2013, Morgan fue una de las tres jugadoras del equipo nacional de Estados Unidos que se unió al Portland Thorns FC para la temporada inaugural de la National Women's Soccer League a través de la Asignación de Jugadores NWSL. Ella anotó su primer gol para los Thorns durante el partido inaugural del equipo en el Providence Park frente a 16479 espectadores que ayudaron a su equipo a derrotar al Seattle Reign FC 2–1. Terminó la temporada regular como líder de puntos del equipo y líder de anotación conjunta (con Christine Sinclair), con ocho goles y cinco asistencias (21 puntos). El club terminó tercero durante la temporada regular liderado por el entrenador en jefe Cindy Parlow. El 31 de agosto de 2013, Portland capturó el título inaugural del campeonato de la liga después de derrotar a los campeones de la temporada regular Western New York Flash 2–0; Morgan ayudó en el segundo gol. Morgan fue nombrada para el NWSL Second XI el 28 de agosto.
Morgan regresó a los Thorns para la temporada 2014 dirigida por el nuevo entrenador en jefe Paul Riley. Ella anotó seis goles en sus 15 apariciones para el club. Los Thorns terminaron terceros durante la temporada regular con un récord de 10–8–6 y avanzaron a los playoffs por segunda temporada consecutiva. El equipo fue derrotado por los eventuales campeones FC Kansas City 2–0.
Durante la temporada 2015, Morgan hizo cuatro apariciones para los Thorns debido a los compromisos de su equipo nacional para la Copa Mundial Femenina de Fútbol de 2015 en Vancouver, Canadá. Ella anotó un gol durante un empate 3–3 contra el Washington Spirit el 31 de agosto. Los Thorns terminaron en sexto lugar durante la temporada regular con un récord de 6-9–5.

### Orlando Pride, 2016

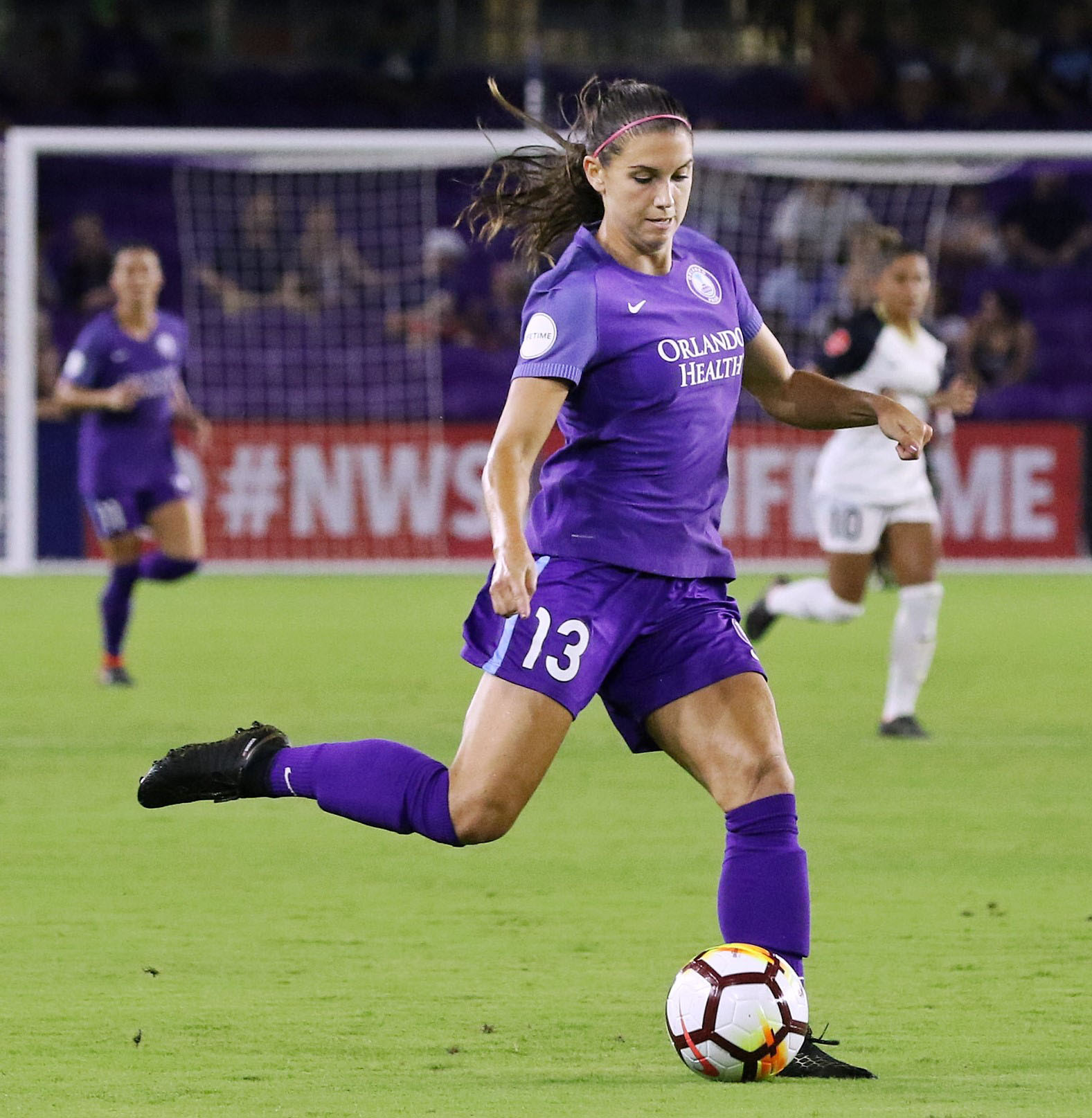
Morgan con el Orlando Pride en mayo de 2018.

El 26 de octubre de 2015, se anunció que los Thorns habían cambiado a Morgan, junto con su compañera de equipo Kaylyn Kyle, a un equipo de expansión Orlando Pride a cambio de las elecciones número uno del Orgullo en el Draft de Expansión NWSL de 2015 y el Draft Universitario de NWSL de 2016, así como Un lugar en la lista internacional para las temporadas 2016 y 2017. Morgan anotó 4 goles en sus 15 apariciones para el Orlando. El club terminó en noveno lugar durante la temporada regular con un récord de 6–13–1 liderado por el entrenador en jefe Tom Sermanni.
El Orlando Pride anunció la incorporación de Morgan a su lista activa de 2017 el 21 de junio de 2017, renunciando a Christina Burkenroad para hacer espacio en la lista de 20 jugadoras. Después de tomarse un tiempo libre del fútbol para rehabilitar una lesión en los isquiotibiales que había sufrido durante su tiempo con el Olympique Lyonnais, Morgan regresó al Orlando para un partido del 1 de julio contra los Chicago Red Stars. Morgan anotó 9 goles en 14 juegos para Orlando en 2017, y el equipo logró un récord de 11–6–7. El 7 de octubre, Morgan jugó la totalidad del primer partido de desempate de la NWSL del Orgullo, una derrota por 4-1 ante el Portland Thorns FC. Después de la temporada 2017 de la NWSL, se anunció que Morgan había sido nombrada para el Segundo XI 2017 de la liga.
En septiembre de 2017, Morgan anunció que había rescindido su contrato con Lyon y que estaría disponible para Orlando para el comienzo de toda la temporada 2018 del equipo. Dirigido por Tom Sermanni, el equipo no logró igualar el éxito de su campaña de 2017, terminando séptimo de nueve equipos en la liga con un récord de 8–10–6. Morgan jugó en diecinueve juegos para el Orlando, contribuyendo con 5 goles en el transcurso de la temporada.

### Olympique de Lyon

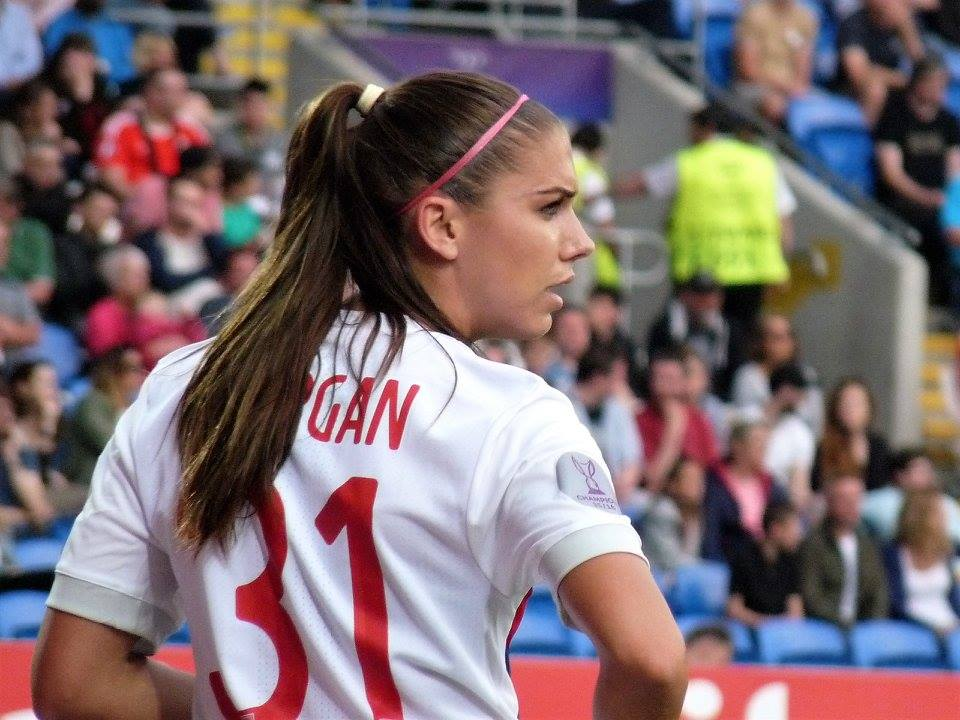
Morgan con Lyon durante la final de la Liga de Campeones en junio de 2017.

El 5 de enero de 2017, Morgan firmó con el campeón francés Lyon por unos $33,000 por mes. Hizo su debut en la División Féminina 1, temporada 2016-17, el 14 de enero durante una victoria por 3-0 contra En Avant de Guingamp, registrando dos asistencias. Durante un partido contra el ASPTT Albi el 17 de marzo, anotó un gol en la segunda mitad para ayudar al equipo a ganar 5-0. El 7 de mayo, anotó un gol durante la victoria por 9-0 del equipo sobre el ASJ Soyaux, después de lo cual el club fue nombrado Campeón de la Liga por novena temporada consecutiva. Ella anotó 5 goles en sus 8 apariciones durante la temporada regular.
El 12 de marzo, Morgan anotó un hat-trick contra el Rodez para llevar a Lyon a una victoria por 6-0 y avanzar a las semifinales de la Copa Femenina de Francia. Marcó 4 goles y registró 2 asistencias durante la semifinal contra Hénin-Beaumont (3 de los 4 ocurrieron en un lapso de 10 minutos). Lyon ganó la Copa después de un tiroteo penal el 19 de mayo. Morgan no jugó durante la final de la Copa de Francia debido a una lesión persistente en los isquiotibiales sufrida durante un partido contra el Paris Saint-Germain.
Morgan hizo su debut en la UEFA Champions League Femenina 2016-17 en el partido de ida de los cuartos de final el 23 de marzo durante la victoria por 2-0 del equipo sobre el VfL Wolfsburg. El 1 de junio, comenzó en la final de la UEFA Champions League Femenina 2017, pero se retiró después de 23 minutos debido a una lesión en los isquiotibiales. Lyon ganó el partido después de un penalti.

### Regreso a Orlando (2017-2020)
Orlando Pride anunció la incorporación de Morgan a sus filas el 21 de junio de 2017. Tras recuperarse de la lesión que sufrió en la final, Morgan volvió a jugar para Orlando el 1 de julio contra Chicago Red Stars. Anotó nueve goles en catorce partidos en 2017, con el Pride logrando un récord de 11 victoria, 7 empates y 6 derrotas. En las eliminatorias, Morgan jugó la totalidad del primer partido, una derrota 4-1 ante los futuros campeones Portland Thorns FC. Tras el final de la temporada, fue incluida en el Segundo Mejor Once de la liga.
Aunque su contrato con Lyon incluía una opción para regresar en 2018, Morgan anunció que rescindiría el contrato y jugaría la temporada 2018 en Orlando. El equipo no pudo igualar el éxito de su campaña anterior, terminando séptimo de nueve equipos en la liga. La delantera jugó en total 19 partidos y marcó 5 goles.
Morgan pasó la mayor parte de la temporada 2019 jugando en la selección, incluida la Copa del Mundo, antes de terminar la temporada con una lesión. Solo apareció en 6 partidos y no pudo anotar, la primera vez que terminó una temporada sin anotaciones en el Pride.
En octubre de 2019, anunció que estaba embarazada, y finalmente dio a luz en mayo de 2020. Morgan se perdió la NWSL Challenge Cup 2020 que se llevó a cabo luego de la interrupción de la temporada causada por la pandemia de COVID-19. Regresó a entrenar con el equipo a principios de septiembre antes de las Fall Series, un torneo corto programado para el final de la temporada.

### Tottenham Hotspur (2020)
El 12 de septiembre de 2020, la delantera firmó con el equipo inglés de la FA Women's Super League, Tottenham Hotspur. Morgan todavía trataba de recuperar su forma física luego de dar a luz en mayo de 2020 y no pisar el campo de juego desde agosto de 2019. Finalmente debutó con los Spurs el 7 de noviembre de 2020, entrando como suplente en el minuto 69 en un empate 1-1 contra Reading. Fue titular por primera vez el 14 de noviembre, jugando 45 minutos en un empate 2-2 con el Bristol City antes de ser sustituida en el descanso. En su tercera aparición, jugó el derbi contra el Arsenal en la fase de grupos de la Copa de la Liga 2020-21, entrando como suplente en el descanso. Tras un empate 2-2, el encuentro fue a la tanda de penaltis, en donde Morgan fue la única jugadora que no convirtió, lanzando el penalti decisivo por encima del travesaño en la derrota 5-4. Marcó su primer gol para el club el 6 de diciembre de 2020, un penalti en el minuto 84 en la victoria 3-1 sobre Brighton & Hove Albion, la primera victoria de la temporada de los Spurs en la liga. La semana siguiente, Morgan anotó su segundo penalti en la victoria de los Spurs 3-1 frente al Aston Villa. El 21 de diciembre, Tottenham Hotspur anunció que Morgan terminaría su contrato con el club y regresaría a Estados Unidos.

## Selección nacional

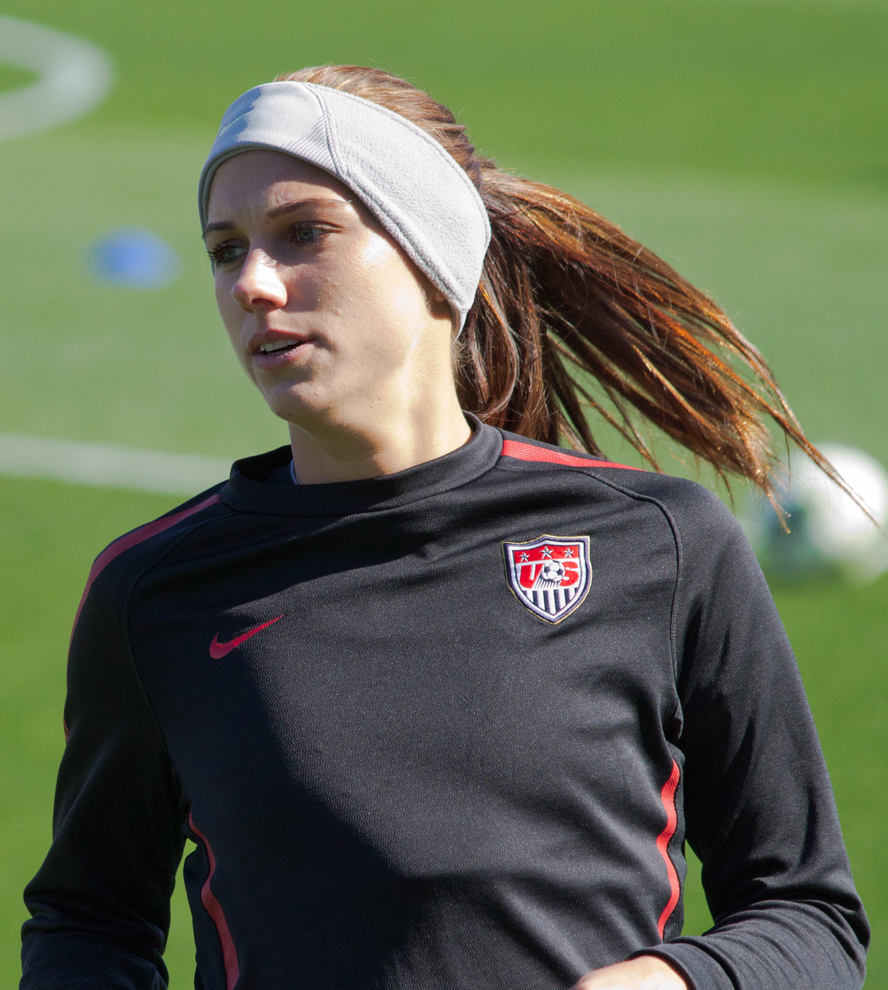
Morgan con la Selección femenina de fútbol de los Estados Unidos en Frisco, Texas, en febrero de 2012.

Debido a la lesión de Ligamento Cruzado Anterior que ralentizó su progreso en 2007, Morgan no fue llamada para entrenar con la Selección femenina de fútbol sub-20 de los Estados Unidos hasta abril de 2008. Su primera aparición para el equipo sub-20 ocurrió durante el Campeonato Femenino Sub-20 de la Concacaf de 2008 en Puebla, México, donde marcó su primer gol internacional contra Cuba.
Morgan fue nombrada para la Selección femenina de fútbol sub-20 de los Estados Unidos que compitió en la Copa Mundial Femenina Sub-20 de la FIFA 2008 en Chile, anotando un total de cuatro goles en el torneo contra Francia, Argentina y Corea del Norte. El cuarto gol de Morgan en el torneo fue un ganador del partido que le dio a los Estados Unidos una medalla de oro, que posteriormente fue votada como el mejor gol del torneo, y más tarde el segundo mejor gol de la FIFA del año. Su desempeño en el campo le valió la Bota de Bronce como la tercera mejor anotadora del torneo y el Balón de Plata como la segunda mejor jugadora del torneo detrás de su compañero de equipo Sydney Leroux.
Ella ha sido limitada por el equipo nacional de alto nivel, apareciendo por primera vez como sustituta en un partido contra México en marzo de 2010 y marcó su primer gol internacional después de venir como sustituta contra China, que salvó un empate 1–1 en octubre de 2010. Su objetivo más importante hasta la fecha se produjo un mes después en un partido crucial contra Italia. Después de entrar al partido en el minuto 86, anotó en el cuarto minuto de tiempo adicional para darle a Estados Unidos una victoria por 1-0 sobre Italia en el partido de ida de los playoffs para clasificarse para el puesto final de la Copa Mundial Femenina de Fútbol.

### Copa Mundial Femenina 2011
Morgan fue la jugadora más joven en la nómina de la selección estadounidense. Hizo su debut en el torneo frente a Corea del Norte el 28 de junio de 2011. El 13 de julio de 2011, anotó su primer gol en una Copa Mundial Femenina, a los 82 minutos del duelo de semifinales contra Francia. En la final del torneo ante Japón, anotó el primer gol a los 69 min y realizó la asistencia para el gol de Abby Wambach a los 104 minutos. Finalmente Estados Unidos perdió la final, obteniendo el subcampeonato. Morgan finalizó octava en las votaciones para Jugador Mundial de la FIFA de 2011.

### Juegos Olímpicos de Londres 2012

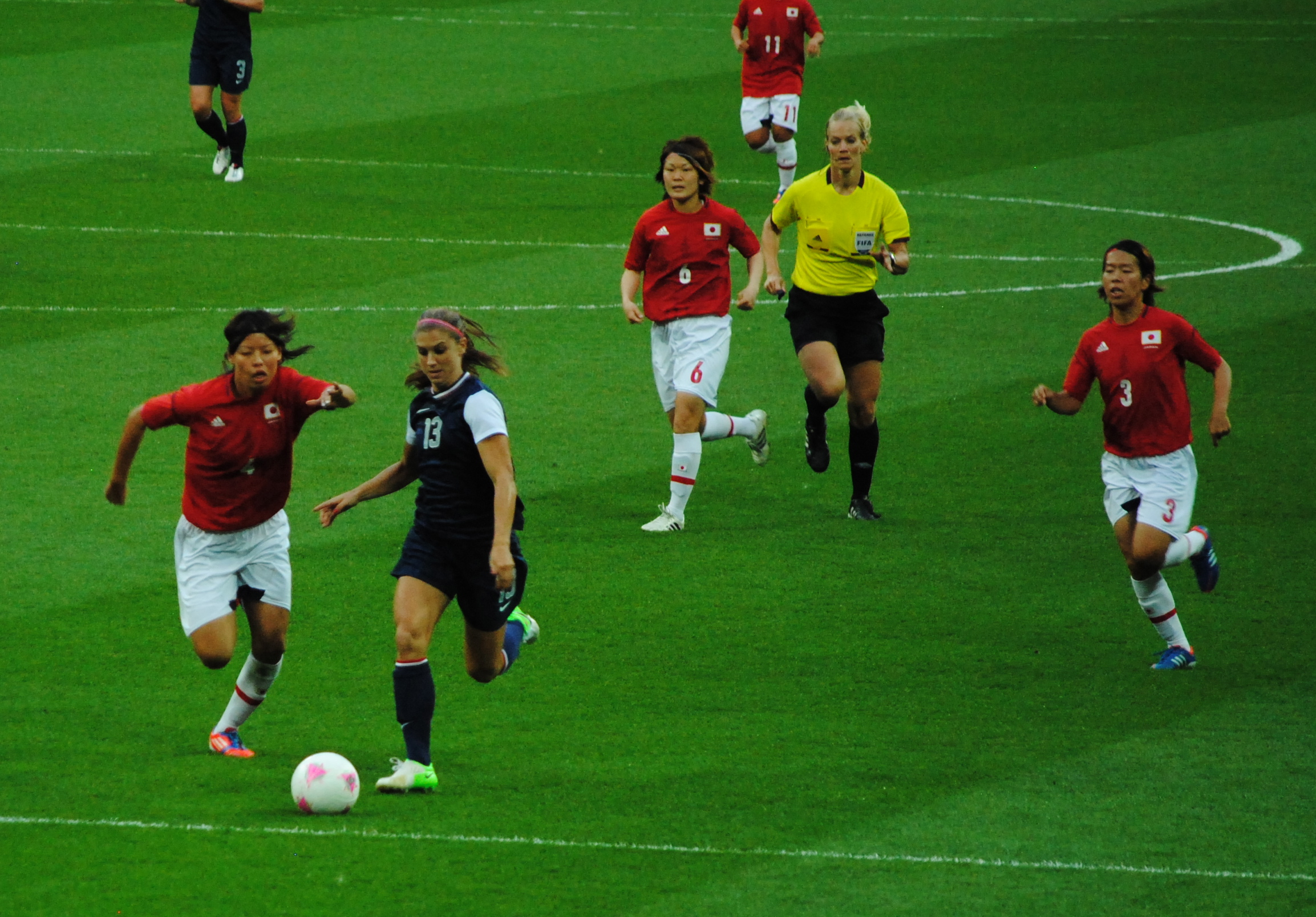
Morgan desafía a la defensa japonesa Saki Kumagai por el balón mientras Mizuho Sakaguchi (6) y Azusa Iwashimizu (3) miran durante su partido de medalla de oro en los Juegos Olímpicos de Verano 2012

Morgan no se convirtió en un motor de arranque de los EE. UU. hasta el quinto juego del año en enero, la final del torneo de clasificación olímpica de CONCACAF. Ella anotó dos veces y proporcionó dos asistencias a Abby Wambach ese día, en la victoria por 4-0 sobre los anfitriones canadienses y se ha convertido en un habitual titular desde entonces. Morgan anotó 14 goles en un tramo de 12 juegos desde enero hasta finales de mayo de 2012, incluyendo tres esfuerzos de dos goles consecutivos. Obtuvo su primera carrera triplete el 7 de marzo de 2012, durante una victoria 4-0 frente a Suecia en el partido por el tercer lugar de la Copa Algarve. En junio de 2012, fue nominada para un premio ESPY como el Mejor Atleta Revelación.
En el primer partido del año 2012 el juego en grupo Juegos Olímpicos de Londres, Morgan anotó tanto del empate y el gol que selló la victoria contra Francia. En coincide con los tres siguientes Olímpico, que asistió en el gol de la victoria, incluyendo dos a Wambach. Morgan anotó el gol de la victoria en el partido de semifinal olímpica contra Canadá en la prórroga, el envío de los Estados Unidos para el partido por la medalla de oro contra el Japón. Su gol llegó en el minuto 123°, el gol más tardío de la historia marcado por un miembro del equipo femenino de EE. UU. y un récord de la FIFA. Morgan continuó con su propensión a marcar goles heroicos en los últimos minutos de juego. Diecisiete de sus 28 goles en total hasta la fecha han llegado después de los 60 minutos. El gol de la victoria fue más alta del equipo 20 de Morgan en 2012, convirtiéndose en el sexto y más joven jugador de EE. UU. para hacerlo en un solo año. En la final, una victoria 2-1 contra Japón el 9 de agosto, Morgan asistido en un encabezado de Carli Lloyd. Ella terminó el torneo con 3 goles, y de su equipo con cuatro asistencias (atados con Megan Rapinoe) y diez puntos (atado con Rapinoe y Wambach). Para celebrar sus logros, fue honrada en su escuela anterior, Diamond Bar Escuela Secundaria y # 13 fue retirado.
En 2012, Morgan llevó los EE. UU. en las metas (28), juegos multi-gol (9), asistencias (21) y puntos (77). Sus metas del año calendario, asistencias y puntos totales son la tercera mejor, atado segunda mejor (un recuento del récord), y la segunda mejor, respectivamente, en la historia de EE. UU. WNT. Morgan se unió a un club exclusivo mientras ella y Hamm son los únicos jugadores EE. UU. WNT para registrar al menos 20 goles y 20 asistencias en el mismo año calendario y se convirtió en el tercer y más joven jugador en alcanzar 20 asistencias en un año calendario. Morgan y Wambach se combinaron para 55 goles en 2012 - búsqueda de un joven de 21 años de edad conjunto de registros en 1991 por Michelle Akers (39 goles) y Carin Jennings (16 goles), como la mayoría de los goles marcados por cualquier dúo en la historia de EE. UU. WNT. Ella había marcado o asistido en el 41 por ciento de los 120 goles de Estados Unidos este año tampoco. Y, por sí misma, ella cómodamente fuera marcó y fuera asistido a sus oponentes, quienes se combinaron para 21 goles y 12 asistencias en 32 partidos contra los EE. UU.
Por su excelencia en el campo, fútbol EE. UU. anunció a Morgan como el 2012 Atleta Femenina del Año. Las hazañas de Morgan también le han ganado un lugar en la lista del FIFA Balón de Oro, en última instancia, terminó tercero en la votación.

### 2013–2014
En la Copa Algarve 2013, Morgan compartió el reconocimiento por más anotaciones. Terminó la competencia con cuatro asistencias y tres anotaciones, incluyendo la del empate contra Suecia que dio la ventaja a EUA para la final y dos goles contra Alemania que dieron la victoria del campeonato. Morgan ganó previamente el botín dorado del torneo en 2011. El 2 de junio de 2013, Morgan marcó dos goles en el segundo tiempo ganando a Canadá 3-0 frente a un estadio lleno en Toronto. Este fue el primer encuentro entre EUA y Canadá desde la semifinal épica del 2012 de los Juegos Olímpicos. Morgan fue nombrada por tercera vez en la lista de 10 jugadoras «Jugadora Mundial de la FIFA del año» en 2013 y terminó cuarta en la votación. Para los premios CONCACAF inaugurales, fue reconocida como la «Jugadora del Año 2013 de CONCACAF». Y como parte de la celebración del centésimo aniversario de la federación, se reveló la XI «Mejor Selección Femenil Nacional de Fútbol de EUA de Todos los Tiempos», ella fue la jugadora más joven seleccionada a los 24 años de edad.
Morgan tuvo un regreso de 5 goles en 7 encuentros para la USWNT en 2014 después de volver de una lesión antes de volver a lesionarse el tobillo en Campeonato Femenil CONCACAF de 2014, lo cual la dejó fuera por el resto del torneo.

### Copa Mundial Femenina 2015

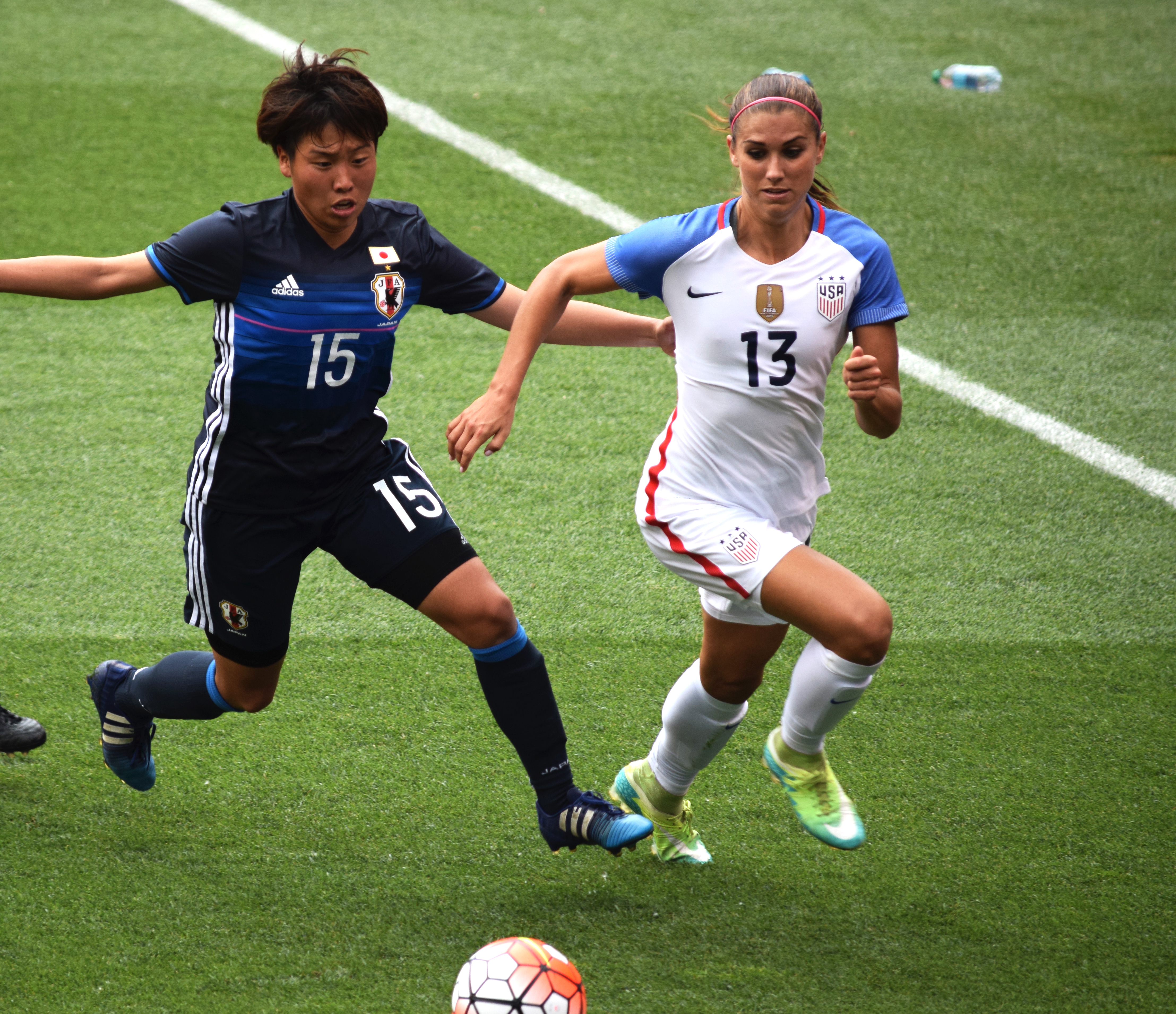
Morgan siendo desafiada por Hikari Takagi (15) durante un partido contra Japón en Cleveland el 5 de junio de 2016.

Alex Morgan logra hacerse presente en el marcador, en los Octavos de final, ante Colombia, juego que terminó 2-0 a favor de Estados Unidos. Morgan anotó el único gol en un amistoso ante Inglaterra en febrero a su regreso a la escena internacional. Morgan fue parte de la USWNT que ganó su décima Copa Algarve en 2015. Ella anotó en la derrota 3-0 de Suiza.
Morgan pasó dos meses recuperándose de una lesión en la rodilla en la preparación para la Copa Mundial Femenina de la FIFA 2015. Morgan hizo su primera apertura en las finales de la Copa del Mundo derrotando a Nigeria por 1-0 en el último partido del grupo para avanzar como primero de grupo. Se registró su único objetivo de octavos de final de la Copa del Mundo con el primer partido en el 2-0 el pasado 16 victoria sobre Colombia. Morgan hizo, sin embargo, ganar sanciones por la USWNT en el 2-0 victorias contra Colombia en los últimos 16 y Alemania en las semifinales, respectivamente. Morgan, a continuación, comenzó la Copa Mundial Femenina de la FIFA 2015 como el final USWNT derrotando a Japón 5-2 para ganar su tercera Copa Mundial Femenina de la FIFA. Morgan jugó en los 7 partidos Copa del Mundo y comenzó a cada partido desde que fue restaurada a la partida 11 contra Nigeria.

### Juegos Olímpicos de Río 2016
Morgan marcó su gol 100 con la Selección Femenina de los Estados Unidos en una victoria 5-0 contra la República de Irlanda el 23 de enero, al registrar un gol y una asistencia. En las eliminatorias de olímpicos de la Concacaf en febrero, Morgan anotó el gol más rápido registrado en la historia del torneo y en la historia de la Selección Femenina de los Estados Unidos después de sólo 12 segundos, antes de añadir un segundo, en una derrota por 5-0 de Costa Rica. Ella consiguió esto con su tercer triplete de su carrera en una victoria contra Trinidad y Tobago, ya que la Selección Femenina de los Estados Unidos aseguró su calificación para los Juegos Olímpicos de Río. Morgan inicio de titular en la final de clasificación contra Canadá, donde la Selección Femenina de los Estados Unidos ganó 2-0 para ser coronado ganadores del torneo. Ella fue votada en el Mejor XI para el torneo.

### 2016-2018
En la primera competición de la SheBelieves Cup en marzo de 2016, un torneo de cuatro equipos en el que participaron Inglaterra, Francia, Alemania y los Estados Unidos, Morgan fue galardonada con la Bota de Oro y el premio MVP. Ella anotó en victorias contra Francia y Alemania y su selección ganó el torneo con tres victorias de tres. Morgan anotó 8 goles durante sus 9 primeras apariciones en 2016.
En 2018, Morgan ganó el premio a la futbolista del año de fútbol de los Estados Unidos. Ella fue nominada junto a Julie Ertz, Tobin Heath, Lindsey Horan y Megan Rapinoe.

### Copa Mundial Femenina 2019
Como líder de la Selección femenina de los Estados Unidos en la Copa Mundial femenina de la FIFA 2019, Morgan anotó 5 goles en el partido de apertura contra Tailandia para igualar el récord de goles de un solo partido de la Copa del Mundo establecido por Michelle Akers en 1991. Morgan también registró 3 asistencias en el juego. El marcador del equipo de 13-0 estableció un nuevo récord para el margen de victoria en un partido de la Copa del Mundo. El 2 de julio de 2019, Morgan se convirtió en la primera mujer en marcar un gol de la Copa del mundo en su cumpleaños, en una victoria 2-1 sobre Inglaterra para llegar a la final de la Copa Mundial Femenina de la FIFA 2019. En la final el 7 de julio, Morgan ayudó a ganar un penalti que más tarde fue convertido por Megan Rapinoe para abrir el marcador, ya que los Estados Unidos derrotaron a Holanda 2-0. Morgan fue galardonada con la Bota de Plata del torneo; terminando como la goleadora en conjunto con 6 goles pero perdiendo ante Megan Rapinoe en un menos de minutos de desempate.

### 2024, encuentros en la Liga Femenina de la CONCACAF, exclusión de París 2024 y anuncio de retiro
Después de que su compañera de equipo Mia Fishel se rompiera el ligamento cruzado anterior durante el último día de entrenamiento para la Copa Oro de la CONCACAF 2024, Morgan fue convocada al equipo como su reemplazo. Llevó la camiseta número 7 en lugar de su habitual 13. En su primer partido del torneo, Morgan anotó un gol contra República Dominicana.
Morgan no fue seleccionada para la lista de 18 jugadoras para los Juegos Olímpicos de Verano de 2024, lo que convierte a este en el primer torneo importante para los Estados Unidos sin Morgan desde los Juegos Olímpicos de 2008. Anunció su retiro del fútbol de clubes y del fútbol internacional el 5 de septiembre de 2024 a través de un video en las redes sociales, diciendo: "Ha sido un largo proceso y esta decisión no fue fácil, pero a principios de 2024 sentí en mi corazón y en mi alma que esta era la última temporada en la que jugaría al fútbol", su último partido como profesional lo será el 8 de septiembre del presente año.

### Participaciones en fases finales
| Torneo                                         | Sede           | Resultado         | Partidos | Goles | Asistencias | Promedio |
| ---------------------------------------------- | -------------- | ----------------- | -------- | ----- | ----------- | -------- |
| Copa Mundial Femenina de Fútbol Sub-20 de 2008 | Chile          | Campeón           | 6        | 4     | 0           | 0.67     |
| Copa Mundial Femenina de Fútbol de 2011        | Alemania       | Subcampeón        | 6        | 2     | 0           | 0.40     |
| Juegos Olímpicos 2012                          | Londres        | Medalla de oro    | 6        | 3     | 0           | 0.50     |
| Copa Mundial Femenina de Fútbol de 2015        | Canadá         | Campeón           | 5        | 1     | 0           | 0.20     |
| Juegos Olímpicos 2016                          | Río de Janeiro | Cuartos de final  | 4        | 2     | 0           | 0.50     |
| Copa Mundial Femenina de Fútbol de 2019        | Francia        | Campeón           | 6        | 6     | 3           | 1.00     |
| Juegos Olímpicos 2020                          | Tokio          | Medalla de bronce | 6        | 1     | 0           | 0.17     |
| Total                                          | Total          | Total             | 38       | 19    | 3           | 0.50     |

## Estadísticas

### Equipo universitario
| Club                    | País           | Año   | Partidos | Goles | Promedio |
| ----------------------- | -------------- | ----- | -------- | ----- | -------- |
| California Golden Bears | Estados Unidos | 2007  | 17       | 8     | 0.47     |
| California Golden Bears | Estados Unidos | 2008  | 17       | 9     | 0.53     |
| California Golden Bears | Estados Unidos | 2009  | 21       | 14    | 0.67     |
| California Golden Bears | Estados Unidos | 2010  | 12       | 14    | 1.17     |
| Total                   | Total          | Total | 67       | 45    | 0.67     |

### Clubes
| Club                    | País           | Año           | Partidos | Goles | Promedio |
| ----------------------- | -------------- | ------------- | -------- | ----- | -------- |
| West Coast FC           | Estados Unidos | 2008          | 1        | 2     | 2        |
| West Coast FC           | Estados Unidos | 2009          | 1        | 0     | 0.00     |
| California Storm        | Estados Unidos | 2010          | 3        | 5     | 1.67     |
| Pali Blues              | Estados Unidos | 2010          | 3        | 1     | 0.33     |
| Western New York Flash  | Estados Unidos | 2011          | 14       | 4     | 0.29     |
| Seattle Sounders Women  | Estados Unidos | 2012          | 3        | 2     | 0.67     |
| Portland Thorns FC      | Estados Unidos | 2013          | 19       | 8     | 0.42     |
| Portland Thorns FC      | Estados Unidos | 2014          | 15       | 6     | 0.4      |
| Portland Thorns FC      | Estados Unidos | 2015          | 4        | 1     | 0.25     |
| Orlando Pride           | Estados Unidos | 2016          | 15       | 4     | 0.27     |
| Olympique de Lyon       | Francia        | 2016-17       | 16       | 12    | 0.75     |
| Orlando Pride           | Estados Unidos | 2017          | 14       | 9     | 0.64     |
| Orlando Pride           | Estados Unidos | 2018          | 19       | 5     | 0.26     |
| Orlando Pride           | Estados Unidos | 2019          | 6        | 0     | 0.00     |
| Orlando Pride           | Estados Unidos | 2020          | 0        | 0     | 0.00     |
| Tottenham Hotspur Women | Inglaterra     | 2020          | 5        | 2     | 0.4      |
| Orlando Pride           | Estados Unidos | 2021          | 15       | 5     | 0.33     |
| San Diego Wave          | Estados Unidos | 2022          | 25       | 20    | 0.8      |
| San Diego Wave          | Estados Unidos | 2023          | 11       | 5     | 0.45     |
| Total carrera           | Total carrera  | Total carrera | 189      | 91    | 0.49     |

### Selección nacional

#### Goles por año
| Equipo         | Año   | Partidos | Goles | Promedio |
| -------------- | ----- | -------- | ----- | -------- |
| Estados Unidos | 2010  | 8        | 4     | 0.5      |
| Estados Unidos | 2011  | 19       | 6     | 0.32     |
| Estados Unidos | 2012  | 31       | 29    | 0.9      |
| Estados Unidos | 2013  | 12       | 6     | 0.5      |
| Estados Unidos | 2014  | 7        | 5     | 0.71     |
| Estados Unidos | 2015  | 22       | 7     | 0.32     |
| Estados Unidos | 2016  | 21       | 17    | 0.81     |
| Estados Unidos | 2017  | 14       | 7     | 0.5      |
| Estados Unidos | 2018  | 19       | 18    | 0.95     |
| Estados Unidos | 2019  | 16       | 9     | 0.56     |
| Estados Unidos | 2020  | 1        | 0     | 0.00     |
| Estados Unidos | 2021  | 20       | 8     | 0.4      |
| Estados Unidos | 2022  | 10       | 4     | 0.4      |
| Estados Unidos | 2023  | 5        | 2     | 0.4      |
| Total          | Total | 205      | 121   | 0.59     |

#### Goles por competición en selecciones
| Competición                     | Goles |
| ------------------------------- | ----- |
| Amistosos                       | 84    |
| Copa Mundial Femenina de Fútbol | 9     |
| Campeonato de la CONCACAF       | 12    |
| Preolímpico de Concacaf         | 9     |
| Juegos Olímpicos                | 6     |
| Repechaje FIFA Copa del Mundo   | 1     |
| Total                           | 121   |

### Resumen estadístico
| Competición          | Partidos | Goles | Promedio |
| -------------------- | -------- | ----- | -------- |
| Equipo universitario | 67       | 45    | 0.67     |
| Clubes               | 180      | 87    | 0.49     |
| Internacional        | 205      | 121   | 0.59     |
| Total                | 452      | 253   | 0.56     |

## Palmarés

### Clubes
Títulos nacionales
| Título                         | Club                   | País           | Año  |
| ------------------------------ | ---------------------- | -------------- | ---- |
| Women's Professional Soccer    | Western New York Flash | Estados Unidos | 2011 |
| National Women's Soccer League | Portland Thorns FC     | Estados Unidos | 2013 |
| Division 1 Féminine            | Olympique Lyon         | Francia        | 2017 |
| Copa Francia                   | Olympique Lyon         | Francia        | 2017 |

Títulos internacionales
| Título           | Equipo         | Sede    | Año  |
| ---------------- | -------------- | ------- | ---- |
| Champions League | Olympique Lyon | Cardiff | 2017 |

### Selección nacional
| Título                             | Equipo         | Sede           | Año  |
| ---------------------------------- | -------------- | -------------- | ---- |
| Mundial Femenino Sub-20            | Estados Unidos | Chile          | 2008 |
| Juegos Olímpicos                   | Estados Unidos | Londres        | 2012 |
| Campeonato Femenino de la Concacaf | Estados Unidos | Estados Unidos | 2014 |
| Mundial Femenino                   | Estados Unidos | Canadá         | 2015 |
| Campeonato Femenino de la Concacaf | Estados Unidos | Estados Unidos | 2018 |
| Mundial Femenino                   | Estados Unidos | Francia        | 2019 |
| Juegos Olímpicos                   | Estados Unidos | Tokio          | 2020 |
| Campeonato Femenino de la Concacaf | Estados Unidos | México         | 2022 |
| Copa Oro Femenina de la Concacaf   | Estados Unidos | Estados Unidos | 2024 |

### Distinciones individuales
| Distinción                             | Evento                                 | Año  |
| -------------------------------------- | -------------------------------------- | ---- |
| Balón de Plata                         | Copa Mundial Femenina de Fútbol Sub-20 | 2008 |
| Bota de Bronce                         | Copa Mundial Femenina de Fútbol Sub-20 | 2008 |
| Primera Clasificada                    | Futbolista del Año en Estados Unidos   | 2012 |
| Tercera clasificada al FIFA Balón d'Or | FIFA Balón de Oro                      | 2012 |
| Primera Clasificada                    | Jugadora del Año de la CONCACAF        | 2013 |
| Segunda Clasificada                    | Jugadora del Año de la CONCACAF        | 2015 |
| Primera Clasificada                    | Jugadora del Año de la CONCACAF        | 2016 |
| Primera Clasificada                    | Jugadora del Año de la CONCACAF        | 2017 |
| Primera Clasificada                    | Jugadora del Año de la CONCACAF        | 2018 |
| Primera Clasificada                    | Futbolista del Año en Estados Unidos   | 2018 |
| Bota de Oro                            | Campeonato Femenino de la Concacaf     | 2018 |
| Balón de Oro                           | Campeonato Femenino de la Concacaf     | 2022 |
| Botín de Oro                           | National Women's Soccer League         | 2022 |
| Mejor Once                             | National Women's Soccer League         | 2022 |
| Mejor Once de la Concacaf              | IFFHS                                  | 2022 |

## Doblaje en FIFA 19
En el videojuego deportivo FIFA 19, le hicieron un doblaje en el que era una de las amigas de Kim Hunter, la media hermana de Alex Hunter, quien juega en la selección femenina de fútbol de los Estados Unidos.

## Otros medios

### Libros y series de televisión

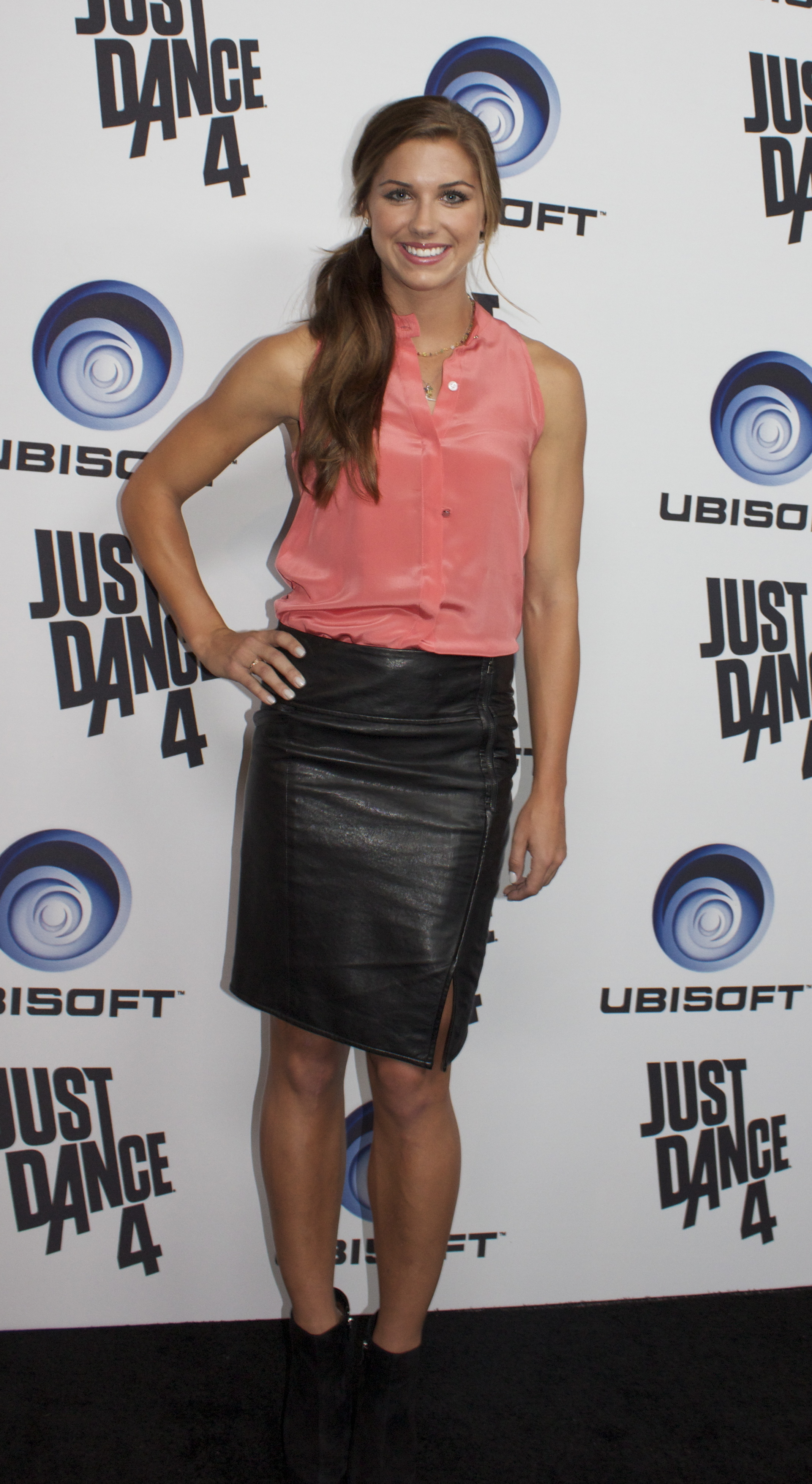
Morgan es una publicadora de novelas, y ha destacado en una serie de campañas de publicidad y tareas de modelaje.

En 2012, Morgan firmó con Simon & Schuster para "The Kicks", una serie de cuatro libros para los estudiantes de secundaria. La serie está centrada en cuatro niñas jóvenes y cuenta con temas de amistad, liderazgo y fútbol. En una declaración publicada por el editor, Morgan dijo que quería que sus libros "inspiraran a las niñas" y "celebrar" su amor por el fútbol. La primera novela, "Salvando The Team" fue lanzada el 14 de mayo de 2013, seguida de la segunda novela, la "Temporada de Sabotaje", el 3 de septiembre de 2013. Salvar el equipo debutó en el número siete en la lista de The New York Times Best Seller list para el grado medio de los niños.. En 2015, una serie de comedia infantil de acción en vivo basada en los libros, llamada The Patadas, comenzó a transmitirse en Amazon Prime.

### Apoyo
Morgan ha firmado varias ofertas de apoyo con empresas incluyendo Nike, Panasonic, AT&T, Chobani, McDonald's, P&G, Mondelēz International, y Coca-Cola. Time nombró a Morgan la jugadora de fútbol femenino estadounidense más pagada en junio de 2015 atribuido principalmente a sus ofertas de apoyo. En julio de 2011, ella firmó un acuerdo de apoyo de un año con Bank of America. En enero de 2012, Morgan y su compañera de equipo nacional Heather Mitts se convirtieron en las embajadoras de la marca para la compañía de productos de salud, GNC. El mismo año, hizo apariciones en nombre de Ubisoft promoviendo el lanzamiento de su videojuego, Just Dance 4. En 2013, ella apareció en los comerciales de televisión para Bridgestone. Se unió a una asociación de dos años como portavoz de ChapStick en octubre de 2013. En 2015, protagonizó una compañía de seguros de la compañía nacional de seguros Comercial que fue transmitido en todo el país en los Estados Unidos. Ella apareció en comerciales para Chobani en 2016. En julio de 2018, Morgan se unió al equipo de embajadores en Molécula, una compañía de colchones de recuperación y ropa de cama.
En 2016, Morgan se unió a UNICEF Kid Power como campeón de la energía infantil del UNICEF, en un esfuerzo por luchar contra la desnutrición global y así como aumentar la conciencia entre los niños, a través del primer "ponible for bien", creado por el UNICEF.

### En la cultura popular

#### Revistas
Morgan ha sido destacada en una serie de revistas. En la edición de 2012 de Sports Illustrated Swimsuit Issue, apareció en una sección compuesta por atletas en pintura corporal. Apareció destacada en la edición musical de 2013 de ESPN The Magazine que replicaba a Katy Perry en One of the Boys (álbum). En mayo de 2015, Morgan destacó en la portada de ESPN Magazine con sus compañeras de equipo Abby Wambach y Sydney Leroux. El mismo año, apareció en múltiples portadas de Sports Illustrated antes y después de ganar la Copa Mundial Femenina de la FIFA 2015. Apareció por segunda vez en la edición de Sports Illustrated Swimsuit Issue en 2015. Morgan posó para una de las tres fundas de traje de baño ilustrado de 2019 junto a Tyra Banks y Camille Kostek. Ha aparecido en las portadas de Health y revistas de auto. También ha aparecido en la revista Shape, Vogue, Elle, Time, y Fortune.

#### Apariciones en televisión, cine y música
En 2011, Morgan coprotagonizó con su compañera de equipo nacional Hope Solo en un comercial de televisión que promueve el programa SportsCenter de ESPN. Morgan y su compañera de equipo nacional Carli Lloyd fueron invitadas a Live! with Kelly después de los Juegos Olímpicos de Londres 2012 en septiembre de 2012. En 2013, Morgan apareció en la serie documental de ESPN, Nine for IX. El documental Nine for IX, The 99ers, en el que apareció centrada en el éxito y el legado del equipo nacional que ganó la Copa Mundial Femenina de Fútbol de 1999. En enero de 2015, Morgan fue invitada en un episodio de Nicky, Ricky, Dicky & Dawn titulado The Quad Test. En abril de 2015, Morgan se unió a Abby Wambach en American Idol para anunciar que el ganador de la temporada del show iba a grabar la canción oficial para la cobertura de Fox de la Copa Mundial femenina de la FIFA 2015. En mayo del mismo año, su semejanza apareció en Los Simpsons junto con Christen Press y Abby Wambach. Morgan fue presentadora en los Premios ESPY de 2015 y recibió un ESPY con sus compañeras de equipo para el mejor equipo. En 2018, Morgan hizo una aparición en el video musical de Maroon 5 en la canción "Girls Like You", que cuenta con Cardi B. Ella fue acompañada por sus compañeras atletas Danica Patrick, Aly Raisman y Chloe Kim que también apareció en el video. En junio de 2018, Morgan hizo su debut como actriz en la película directo a video Alex & Me con La coestrella Siena Agudong, donde retrata un cartel de sí misma que cobra vida.

#### Videojuegos
En julio de 2015, Morgan, y sus compañeras de los Portland Thorns, Christine Sinclair y Steph Catley se convirtieron en las primeras atletas femeninas en aparecer en la portada del último videojuego de la FIFA de EA Sports, FIFA 16. Morgan, Sinclair y Catley fueron elegidas para aparece en su embalaje específico de la región de Estados Unidos, Canadá, y Australia, respectivamente, junto a Lionel Messi, que aparece en versiones mundiales del juego. FIFA 16 fue también la primera edición de la franquicia en incluir a los equipos de mujeres en el juego.

#### Desfile de cinta y honor de la Casa Blanca

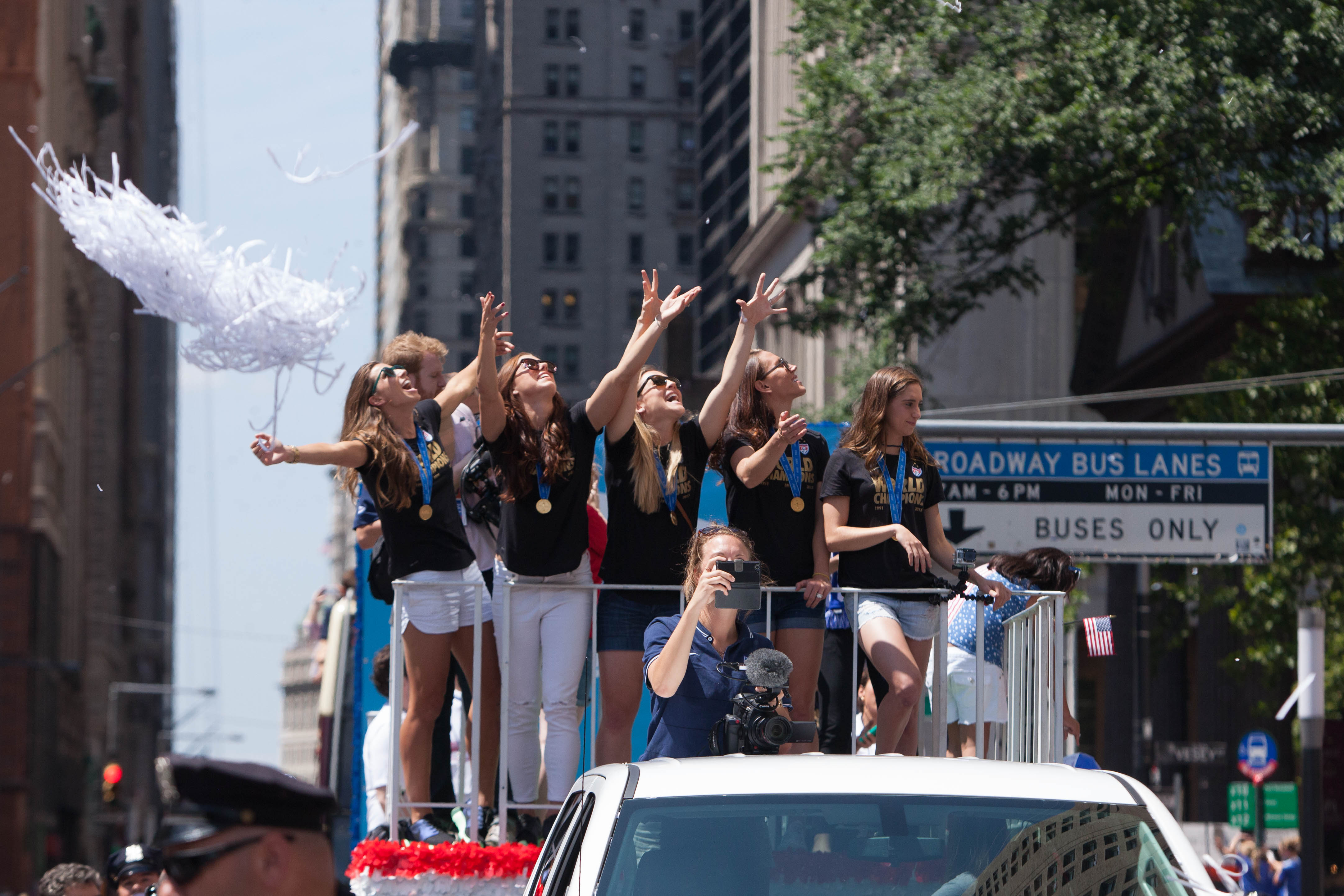
Morgan y compañeras de equipo durante el desfile de cinta en la ciudad de Nueva York en julio de 2015.

Después de la victoria de los Estados Unidos en la Copa Mundial Femenina de Fútbol de 2015, Morgan y sus compañeras de equipo se convirtieron en el primer equipo deportivo femenino en ser honrados con un desfile de cinta en la ciudad de Nueva York. Cada jugadora recibió una clave para la ciudad del alcalde Bill de Blasio. En octubre del mismo año, el equipo fue honrado por el presidente Barack Obama en la Casa Blanca.

## Vida personal
Morgan se casó con el futbolista Servando Carrasco el 31 de diciembre de 2014. Se conocieron en la Universidad de California en Berkeley donde ambos jugaban al fútbol. En octubre de 2019, anunciaron que esperaban una hija para abril de 2020. Morgan más tarde dijo que, a pesar de la inminente maternidad, todavía quería jugar en los Juegos Olímpicos de 2020, durante el anuncio de su retiro de las canchas el 25 de septiembre de 2024, anunciaba que estaba esperando su segundo hijo  y en un post en su cuenta de Instagram el 30 de marzo de 2025, dieron la bienvenida a su hijo Enzo.
A pesar de que sus compañeras de equipo rara vez lo usan, sus compañeras en la selección femenina de los Estados Unidos le dieron el apodo de "Baby Horse" por su velocidad, estilo de carrera y juventud. Morgan recibió la llave de la ciudad de Diamond Bar, (su ciudad natal), el 24 de enero de 2016.
El domingo 1 de octubre de 2017, Morgan fue una de un grupo de compañeras atletas que visitan Epcot en Orlando, Florida, que fue descrito en un incidente presentado por la policía como "discapacitado y verbalmente agresivo.... hacia el personal y alrededor de los huéspedes". El grupo, incluyendo a Morgan, fueron retiradas del parque por "violación" y no se presentaron cargos. Según un diputado, Morgan estaba "gritando, y.... parecía estar muy alterada". Morgan más tarde publicó una disculpa en un tuit diciendo: "voy a aprender de esto y me voy a asegurar de que no vuelva a suceder de nuevo".
En septiembre de 2017, Morgan y su compañera de equipo en la selección de los Estados Unidos Megan Rapinoe fueron las dos primeras jugadoras femeninas en los Estados Unidos en firmar para la campaña común de gol, creada por Juan Mata del Manchester United, en la que los jugadores donan el 1 % de sus salarios a "Apoya a organizaciones benéficas relacionadas con el fútbol".
Morgan es vegana. Junto con Kyrie Irving fue coronada por PETA como la celebridad vegana más hermosa de 2019.

## Filmografía
| Año  | Título                     | Papel      | Notas                                |
| ---- | -------------------------- | ---------- | ------------------------------------ |
| 2015 | Nicky, Ricky, Dicky & Dawn | Ella misma | Episodio: "La prueba cuádruple"      |
| 2015 | The Kicks                  | Ella misma | Episodio: "Piloto"; también creador  |
| 2018 | Alex & Me                  | Ella misma | Directo al video                     |
| 2019 | Alex Morgan: The Equalizer | Ella misma | Miniserie de televisión; 4 episodios |

### Videos musicales
| Año  | Título                                                          | Artista(s)           | Papel              | Referencias             |
| ---- | --------------------------------------------------------------- | -------------------- | ------------------ | ----------------------- |
| 2018 | "Girls Like You" (Versión Original, Volumen 2 y Video Vertical) | Maroon 5 con Cardi B | Ella misma (cameo) | [ 209 ] [ 210 ] [ 211 ] |

## Premios y nominaciones
| Año  | Premio                          | Nominado    | Categoría                    | Resultado | Ref.    |
| ---- | ------------------------------- | ----------- | ---------------------------- | --------- | ------- |
| 2025 | Nickelodeon Kids' Choice Awards | Alex Morgan | Deportista femenina favorita | Nominada  | [ 212 ] |